# FK Slovan Kladno
FK Slovan Kladno je kladenský fotbalový klub, založený v roce 1953 při TJ Slovan Kladno, který hraje ve Okresní soutěži Kladenska – sk. A. Hřiště klubu se nachází u Městského stadionu Sletiště v ulici Sportovců v městské části Rozdělov, naproti bývalým kasárnám a sousedí s hřištěm TJ Novoměstský Kladno.

## Historické názvy
- 1953 – DSO Slovan Kladno (Dobrovolná sportovní organisace Slovan Kladno)
- 1957 – TJ Slovan Kladno (Tělovýchovná jednota Slovan Kladno)
- 1991 – TJ Slovan Kladno, o. s. (Tělovýchovná jednota Slovan Kladno, občanské sdružení)
- 2015 – FK Slovan Kladno, z. s. (Fotbalový klub Slovan Kladno, zapsaný spolek)

## Sportovní výsledky

### Umístění v jednotlivých sezonách
Stručný přehled
Zdroj: 
- 2000–2003: Okresní přebor Kladenska
- 2003–2007: I. B třída Středočeského kraje – sk. A
- 2007–2015: Okresní přebor Kladenska
- 2015–2017: Okresní soutěž Kladenska – sk. A
- 2017–: Okresní přebor Kladenska

Jednotlivé ročníky
Zdroj: 
Legenda: Z – zápasy, V – výhry, R – remízy, P – porážky, VG – vstřelené góly, OG – obdržené góly, +/− – rozdíl skóre, B – body, červené podbarvení – sestup, zelené podbarvení – postup, fialové podbarvení – reorganizace, změna skupiny či soutěže
| Česko (1993 – ) |                                        |        |    |    |       |    |    |    |     |    |        |
| Sezóny          | Liga                                   | Úroveň | Z  | V  | R     | P  | VG | OG | +/− | B  | Pozice |
| ...             |                                        |        |    |    |       |    |    |    |     |    |        |
| 1990/91         | I. A třída Středočeského kraje         | 6      |    |    |       |    |    |    |     |    | 2.     |
| 1991/92         | I. A třída Středočeského kraje         | 6      |    |    |       |    |    |    |     |    | 2.     |
| 1992/93         | I. A třída Středočeského kraje         | 6      |    |    |       |    |    |    |     |    | 4.     |
| 1993/94         | I. A třída Středočeského kraje         | 6      |    |    |       |    |    |    |     |    | 8.     |
| 1994/95         | I. A třída Středočeského kraje         | 6      |    |    |       |    |    |    |     |    | 9.     |
| 1995/96         | I. A třída Středočeského kraje         | 6      |    |    |       |    |    |    |     |    | 5.     |
| 1996/97         | I. A třída Středočeského kraje         | 6      |    |    |       |    |    |    |     |    | 10.    |
| 1997/98         | I. A třída Středočeského kraje         | 6      |    |    |       |    |    |    |     |    | 13.    |
| 1998/99         | I. B třída Středočeského kraje         | 7      |    |    |       |    |    |    |     |    | 12.    |
| 1999/00         | Okresní přebor Kladenska               | 8      | 26 | 16 | 4     | 6  | 49 | 23 | +26 | 52 | 2.     |
| 2000/01         | Okresní přebor Kladenska               | 8      |    |    |       |    |    |    |     |    | 6.     |
| 2001/02         | Okresní přebor Kladenska               | 8      | 26 | 8  | 9     | 9  | 42 | 47 | −5  | 33 | 10.    |
| 2002/03         | Okresní přebor Kladenska               | 8      | 26 | 15 | 9     | 2  | 65 | 27 | +38 | 54 | 1.     |
| 2003/04         | I. B třída Středočeského kraje – sk. A | 7      | 26 | 8  | 4     | 14 | 43 | 52 | −9  | 28 | 11.    |
| 2004/05         | I. B třída Středočeského kraje – sk. A | 7      | 26 | 8  | 5     | 13 | 31 | 52 | −21 | 29 | 11.    |
| 2005/06         | I. B třída Středočeského kraje – sk. A | 7      | 26 | 8  | 1     | 17 | 35 | 50 | −15 | 25 | 12.    |
| 2006/07         | I. B třída Středočeského kraje – sk. A | 7      | 26 | 3  | 8     | 15 | 33 | 55 | −22 | 17 | 14.    |
| 2007/08         | Okresní přebor Kladenska               | 8      | 26 | 13 | 6     | 7  | 55 | 48 | +7  | 45 | 4.     |
| 2008/09         | Okresní přebor Kladenska               | 8      | 26 | 7  | 7     | 12 | 41 | 59 | −18 | 28 | 12.    |
| 2009/10         | Okresní přebor Kladenska               | 8      | 26 | 11 | 7     | 8  | 43 | 41 | +2  | 40 | 6.     |
| 2010/11         | Okresní přebor Kladenska               | 8      | 26 | 11 | 5     | 10 | 61 | 57 | +4  | 38 | 6.     |
| 2011/12         | Okresní přebor Kladenska               | 8      | 26 | 17 | 4     | 5  | 76 | 48 | +28 | 55 | 2.     |
| 2012/13         | Okresní přebor Kladenska               | 8      | 26 | 9  | 5     | 12 | 59 | 52 | +7  | 32 | 10.    |
| 2013/14         | Okresní přebor Kladenska               | 8      | 26 | 10 | 3 / 3 | 10 | 69 | 67 | +2  | 39 | 9.     |
| 2014/15         | Okresní přebor Kladenska               | 8      | 26 | 3  | 3 / 3 | 17 | 40 | 79 | −39 | 18 | 13.    |
| 2015/16         | Okresní soutěž Kladenska – sk. A       | 9      | 26 | 12 | 1 / 2 | 11 | 66 | 64 | +2  | 40 | 7.     |
| 2016/17         | Okresní soutěž Kladenska – sk. A       | 9      | 26 | 15 | 3 / 2 | 6  | 74 | 46 | +28 | 53 | 5.     |
| 2017/18         | Okresní přebor Kladenska               | 8      | 26 | 9  | 2 / 3 | 12 | 43 | 72 | –29 | 34 | 9.     |
| 2018/19         | Okresní přebor Kladenska               | 8      | 26 | 13 | 0 / 4 | 9  | 61 | 52 | +11 | 43 | 6.     |
| 2019/20         | Okresní přebor Kladenska               | 8      | 13 | 9  | 0     | 4  | 45 | 26 | +19 | 27 | 3.     |
| 2020/21         | Okresní přebor Kladenska               | 8      | 7  | 3  | 0     | 4  | 19 | 17 | +2  | 9  | 7.     |
| 2021/22         | Okresní přebor Kladenska               | 8      | 29 | 9  | 3     | 14 | 67 | 70 | –3  | 32 | 11.    |
| 2022/23         | Okresní soutěž Kladenska – sk. A       | 9      | 24 | 10 | 2     | 12 | 51 | 63 | –12 | 34 | 7.     |
| 2023/24         | Okresní soutěž Kladenska – sk. A       | 9      | 24 | 13 | 4     | 7  | 75 | 54 | –21 | 44 | 5.     |
| 2024/25         | Okresní soutěž Kladenska – sk. A       | 9      | 26 | 15 | 3     | 8  | 88 | 42 | +46 | 50 | 3.     |

Poznámky:
- 2019/20: Sezona nedohrána kvůli pandemii covidu-19.
- 2020/21: Sezona nedohrána kvůli pandemii covidu-19.

### B-mužstvo
Jednotlivé ročníky
Zdroj: 
Legenda: Z – zápasy, V – výhry, R – remízy, P – porážky, VG – vstřelené góly, OG – obdržené góly, +/− – rozdíl skóre, B – body, červené podbarvení – sestup, zelené podbarvení – postup, fialové podbarvení – reorganizace, změna skupiny či soutěže
| Česko (1993 – 2008) |                                  |        |                                                                              |                                                                              |                                                                              |                                                                              |                                                                              |                                                                              |                                                                              |                                                                              |                                                                              |                                                                              |
| Sezóny              | Liga                             | Úroveň | Z                                                                            | V                                                                            | R                                                                            | P                                                                            | VG                                                                           | OG                                                                           | +/−                                                                          | B                                                                            | Pozice                                                                       |                                                                              |
| ...                 |                                  |        |                                                                              |                                                                              |                                                                              |                                                                              |                                                                              |                                                                              |                                                                              |                                                                              |                                                                              |                                                                              |
| 2001/02             | Základní třída Kladenska – sk. A | 10     | 26                                                                           | 8                                                                            | 5                                                                            | 13                                                                           | 38                                                                           | 57                                                                           | −19                                                                          | 29                                                                           | 13.                                                                          |                                                                              |
| ...                 |                                  |        |                                                                              |                                                                              |                                                                              |                                                                              |                                                                              |                                                                              |                                                                              |                                                                              |                                                                              |                                                                              |
| 2004/05             | Základní třída Kladenska – sk. A | 10     | 18                                                                           | 10                                                                           | 2                                                                            | 6                                                                            | 41                                                                           | 25                                                                           | +16                                                                          | 32                                                                           | 5.                                                                           |                                                                              |
| 2005/06             | Základní třída Kladenska – sk. A | 10     | 20                                                                           | 15                                                                           | 2                                                                            | 3                                                                            | 63                                                                           | 30                                                                           | +33                                                                          | 47                                                                           | 1.                                                                           |                                                                              |
| 2006/07             | Okresní soutěž Kladenska – sk. A | 9      | 24                                                                           | 9                                                                            | 3                                                                            | 12                                                                           | 54                                                                           | 66                                                                           | −12                                                                          | 30                                                                           | 7.                                                                           |                                                                              |
| 2007/08             | Okresní soutěž Kladenska – sk. A | 9      | 26                                                                           | 8                                                                            | 3                                                                            | 15                                                                           | 51                                                                           | 69                                                                           | −18                                                                          | 27                                                                           | 11.                                                                          |                                                                              |
| 2008/09             | Okresní soutěž Kladenska – sk. A | 9      | B-mužstvo se po podzimu odhlásilo ze soutěže a jeho výsledky byly anulovány. | B-mužstvo se po podzimu odhlásilo ze soutěže a jeho výsledky byly anulovány. | B-mužstvo se po podzimu odhlásilo ze soutěže a jeho výsledky byly anulovány. | B-mužstvo se po podzimu odhlásilo ze soutěže a jeho výsledky byly anulovány. | B-mužstvo se po podzimu odhlásilo ze soutěže a jeho výsledky byly anulovány. | B-mužstvo se po podzimu odhlásilo ze soutěže a jeho výsledky byly anulovány. | B-mužstvo se po podzimu odhlásilo ze soutěže a jeho výsledky byly anulovány. | B-mužstvo se po podzimu odhlásilo ze soutěže a jeho výsledky byly anulovány. | B-mužstvo se po podzimu odhlásilo ze soutěže a jeho výsledky byly anulovány. | B-mužstvo se po podzimu odhlásilo ze soutěže a jeho výsledky byly anulovány. |

Poznámky:
- 2005/06: Mužstva TJ Baník Švermov a FK Rozdělov Kladno odstoupila ze soutěže.[31]

## Osobnosti klubu

### Fotbalisté
Vladimír Carvan, Antonín Černý, Vladimír Leština, Miroslav Linhart, Václav Mrázek, František Rašplička, Vojtěch Rašplička, Jan Seidl a Miroslav Termer.

### Trenéři
Vladimír Poupa